# Territoire du Wisconsin
1836–1848
Entités précédentes :
- Territoire du Michigan

Entités suivantes :
- Wisconsin

Le territoire du Wisconsin était un territoire organisé des États-Unis. Il fut créé par un acte du Congrès voté le 20 avril 1836, entré en exécution le 3 juillet. Ce territoire, amputé d'une partie de son territoire au nord-ouest, devint le 30e État américain, le Wisconsin, le 29 mai 1848. 

## Formation
Le territoire du Wisconsin s'étendait sur la totalité des États actuels du Wisconsin, du Minnesota et de l'Iowa, ainsi que sur une partie des Dakotas, jusqu'au Missouri. Une grande partie du territoire appartenait à l'origine au territoire du Nord-Ouest, que la Grande-Bretagne avait cédé en 1783. La partie où se trouvent aujourd'hui l'Iowa et les Dakotas fut acquises par les États-Unis avec la vente de la Louisiane ; elle fut séparée du territoire du Missouri en 1821 et attachée au territoire du Michigan en 1834.
La partie du territoire du Wisconsin issue du territoire du Nord-Ouest fut incluse dans le territoire de l'Indiana à sa création, en 1800. En 1809, la partie occidentale de ce territoire, dont les terres du futur territoire du Wisconsin, fut détachée et devint le territoire de l'Illinois. En 1818, lorsque l'Illinois devint un État, la région passa au territoire du Michigan. Le territoire du Wisconsin fut constitué en 1836, lorsque le Michigan se prépara à devenir un État. Deux ans plus tard, le territoire de l'Iowa fut constitué, réduisant la superficie du territoire du Wisconsin.
L'État actuel du Wisconsin recouvre la majeure partie du territoire du Wisconsin tel qu'il était à sa disparition. Le reste du territoire fut officiellement dissous, puis incorporé dans le territoire du Minnesota en 1849.

## Administration

### Gouverneurs du territoire du Wisconsin
- 1836-1841 : Henry Dodge
- 1841-1844 : James Duane Doty
- 1844-1845 : Nathaniel P. Tallmadge
- 1845-1848 : Henry Dodge

### Secrétaires du territoire du Wisconsin
- 1836-1837 : John S. Horner
- 1837-1841 : William B. Slaughter
- 1841 : Francis J. Dunn
- 1841-1843 : A. P. Field
- 1843-1846 : George Rogers Clark Floyd
- 1846-1848 : John Catlin

### Délégués au Congrès
- 1836-1838 : George Wallace Jones (24e et 25e Congrès)
- 1839-1841 : James Duane Doty (25e et 26e Congrès)
- 1841-1845 : Henry Dodge (27e et 28e Congrès)
- 1845-1847 : Morgan Lewis Martin (29e Congrès)
- 1847-1848 : John Hubbard Tweedy (30e Congrès)
- 1848-1849 : Henry Hastings Sibley (30e Congrès)